# Iridotaenia cupreopurpurea
Iridotaenia cupreopurpurea es una especie de escarabajo joya del género Iridotaenia, de la familia Buprestidae, orden Coleoptera.

## Distribución
Se distribuye por la región indomalaya.

## Taxonomía
Fue descrita por Kurosawa en 1979.